# Общество Макса Планка

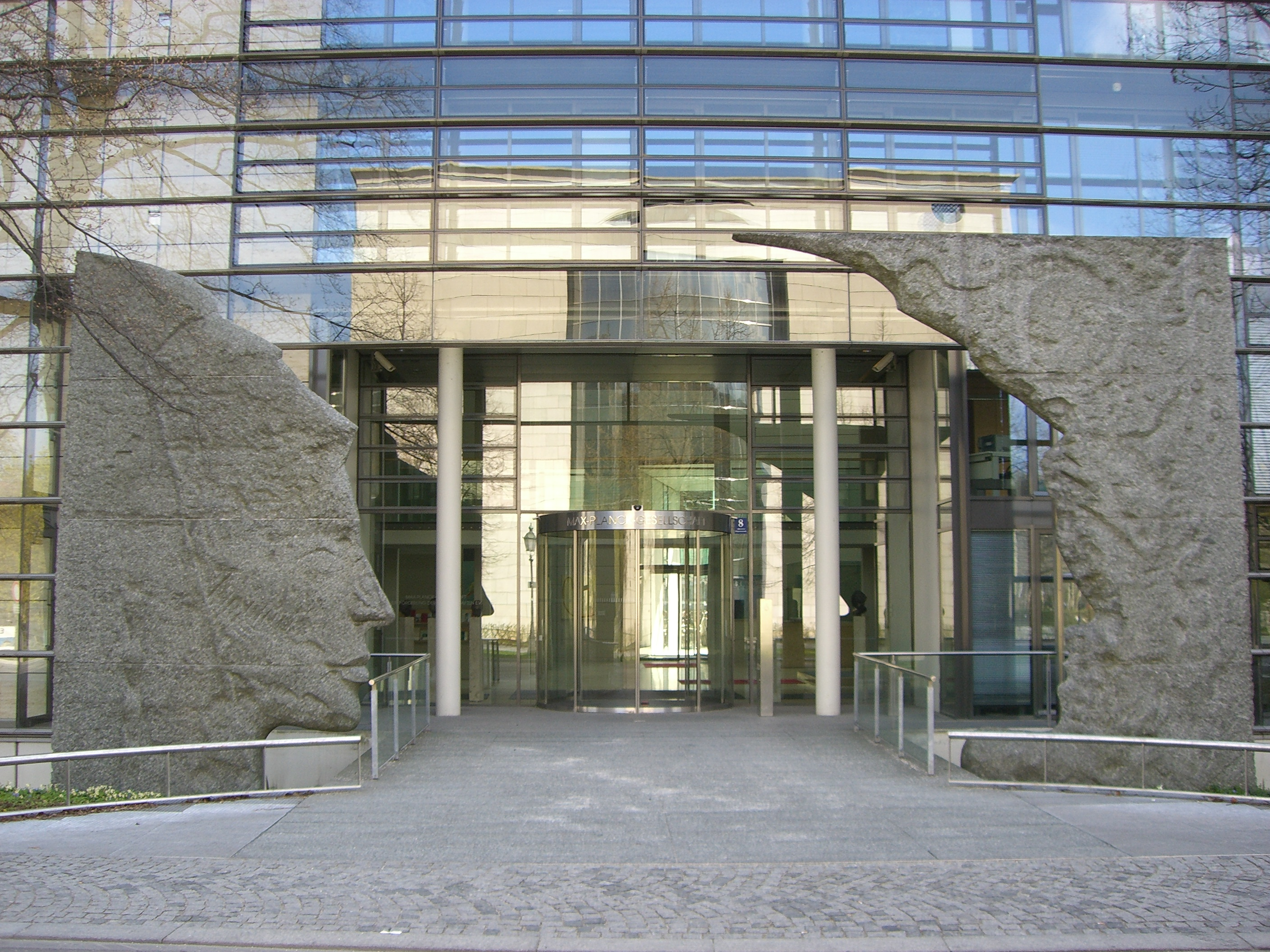
Вход в здание Общества Макса Планка в Мюнхене

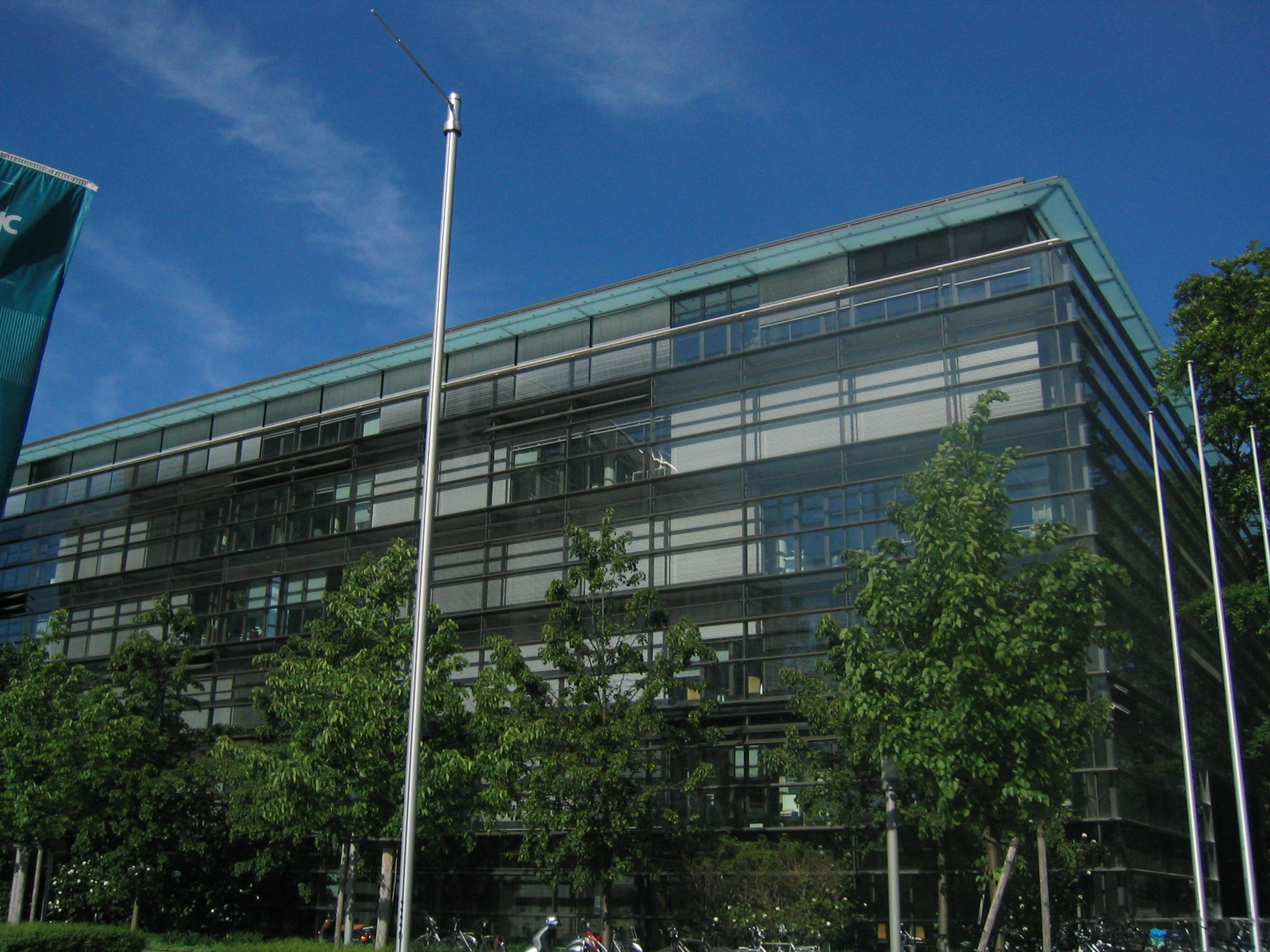
Здание Общества Макса Планка в Мюнхене

Общество научных исследований имени Макса Планка (нем. Max-Planck-Gesellschaft zur Förderung der Wissenschaften e.V., MPG) — сеть научно-исследовательских организаций со штаб-квартирой в Мюнхене, Германия. Общество включает более 80 институтов и исследовательских центров.
Общество Макса Планка является одной из ведущих и признанных во всём мире научно-исследовательских организаций Германии в области фундаментальных научных исследований. Основные направления работы общества прежде всего включают естественные, социальные и психологические науки. Общество сотрудничает с университетами и образовательными структурами, однако сохраняет независимый статус. И с организационно-правовой точки зрения является некоммерческой организацией, функционирующей в рамках частного права как зарегистрированная ассоциация. Несмотря на то, что Общество Макса Планка не является государственной организацией, оно финансируется в основном из госбюджета.
В некотором смысле по количеству передовых достижений и научных исследований статус общества можно сравнить с действующей «Академией наук» Германии. Однако в Германии нет централизованной научной организации, роль и обязанности которой были бы эквивалентны Российской академии наук или другим АН в странах постсоветского пространства. Близкими по типу к Обществу Макса Планка являются такие «зонтичные» научные организации Германии, как Объединение имени Гельмгольца, Ассоциация Лейбница и Общество Фраунгофера.

## История
Общество Макса Планка было основано 26 февраля 1948 года под президентством Отто Гана и руководством генерального секретаря Эрнста Телшова как организация-преемница Общества кайзера Вильгельма в Гёттингене. Ему было присвоено имя Макса Планка, основателя квантовой теории и президента Общества кайзера Вильгельма в 1930—1937 годах.

## Персонал
На 31 декабря 2017 года Общество Макса Планка было работодателем 23 425 постоянных сотрудников (среди них 14 036 — 61 % работают в научной области). Сюда входят руководители Общества Макса Планка, руководители исследовательских групп, научные работники, постдоки, докторанты, академические и студенческие ассистенты, а также приглашённые учёные. В Обществе Макса Планка работают молодые учёные: около 5800 аспирантов, постдоков и стипендиатов-исследователей. В ненаучную сферу деятельности входят персонал в области техники и управления, а также ученики и стажёры. Доля работающих женщин составила 44,8 %, доля женщин среди учёных — 31,6 %. Доля учёных, приехавших из-за границы — 50,9 %. Это связано, в частности, с тем, что Международная исследовательская школа Макса Планка сознательно рекрутирует многих международных докторантов и научных гостей в значительной степени из-за рубежа. Общая доля иностранных кадров составляет 29,8 процентов..

## Финансирование
Финансирование MPG осуществляется в основном государством. Около 50 % базового бюджета предоставляет федеральное правительство, остальное вносится правительствами федеральных земель.
Исключением из общей системы является Институт физики плазмы Общества Макса Планка, который финансируется федеральным правительством и землями Бавария и Мекленбург-Передняя Померания в отношении 90:10.
В целом институциональное финансирование от государства составляет 1,7 млрд евро (2017 год). Кроме указанного базового финансирования, Общество и его институты получают различные гранты на проекты от правительства Германии, его министерств и ведомств, Евросоюза, других организаций и частных лиц. Субсидии на проекты составили в бюджете 2017 года 1,728 млрд евро. Общий бюджет Общества составляет 3,342 млрд евро (2017 год). Основными статьями расходов являются расходы на персонал (около 1,031 млрд евро) и на материалы (около 209 млн евро). По областям науки наибольшие траты идут на биологию (более 0,7 млрд евро), за ней идут физика (0,5 млрд евро), химия (более 0,2 млрд евро) и социальные науки (вместе с педагогикой, психологией, историей и лингвистикой; около 0,18 млрд евро).

## Структура

### Общее собрание членов Общества Макса Планка
Общее собрание (Hauptversammlung) членов Общества Макса Планка является высшим органом управления Общества. К его компетенции относится изменение устава Общества, выборы сенаторов, заслушивание ежегодного отчёта, утверждение финансового отчёта, роспуск исполнительных органов Общества. Члены Общества Макса Планка делятся на четыре группы:
- учёные члены Общества (Wissenschaftliche Mitglieder). Выбираются Сенатом. Включают в себя учёных членов от институтов (как правило, директоров институтов), учёных членов Общества в отставке и иностранных учёных членов институтов (выдающихся иностранных учёных, избираемых институтами Общества в свои учёные советы).
- почётные члены Общества (Ehrenmitglieder). Известные учёные и спонсоры науки. Выбираются Общим собранием на основе рекомендаций Сената.
- члены Общества по должности (Mitglieder ex officio) — члены Сената и те директора институтов, которые не являются учёными членами Общества.
- члены-спонсоры (Fördernde Mitglieder), пожертвовавшие значительные суммы Обществу. Выбираются Сенатом.

### Сенат
Сенат (Senat) Общества Макса Планка — центральный распорядительный и надзирающий орган Общества. Состоит из 32 сенаторов, избираемых Общим собранием; 15 сенаторов по должности и около 10 «гостевых членов». По должности в сенат входят президент Общества, генеральный секретарь, председатели Учёного совета и его трёх секций, по одному члену научных коллективов от каждой из секций Учёного совета, председатель Центрального совета трудовых коллективов Общества, а также пять министров и госсекретарей, представляющих федеральное и земельные правительства Германии (итого 15 человек). Членами Сената с совещательным голосом являются почётные члены Общества и почётные сенаторы. Сенат избирает президента и четырёх вице-президентов Общества, утверждает кандидатуру генерального секретаря Общества, решает вопросы бюджета, выбирает новых членов-спонсоров. Сенат обсуждает создание и закрытие институтов, назначение новых учёных членов Общества и директоров институтов, принимает решения по вопросам деятельности Общества, не отнесённым уставом в ведение Общего собрания.

### Исполнительный комитет
Исполнительный комитет (Verwaltungsrat) Общества Макса Планка состоит из президента, четырёх вице-президентов, казначея и двух сенаторов; в его заседаниях также принимает участие генеральный секретарь Общества, имеющий право совещательного голоса. Члены Исполнительного комитета выбираются Сенатом сроком на 6 лет. В функции Исполнительного комитета входит подготовка общего бюджета Общества и годового финансового отчёта. Исполнительный комитет и генеральный секретарь вместе составляют правление (Vorstand) Общества Макса Планка.

### Генеральный секретарь и административная штаб-квартира
Генеральный секретарь (Generalsekretär) возглавляет административную штаб-квартиру (Generalverwaltung) Общества, назначается на должность президентом Общества на основании резолюции Сената. Административная штаб-квартира находится в Мюнхене (там же, где и офисы президента и вице-президентов), осуществляет административное сопровождение и поддержку деятельности органов и институтов Общества.

### Учёный совет
Учёный совет (Wissenschaftlicher Rat) Общества Макса Планка, как правило, собирается один раз в год, при необходимости дважды в год. Состоит из трёх секций — 1) биологии и медицины, 2) физики, химии и техники, 3) гуманитарных наук. В совет входят учёные члены Общества, директора институтов и исследовательских установок, в секции входят также избираемые на 3 года члены научных коллективов институтов. Учёные члены Общества в отставке и иностранные учёные члены институтов (выдающиеся иностранные учёные, избираемые институтами Общества в свои учёные советы) могут участвовать в работе совета с правом совещательного голоса. Секции совета обсуждают вопросы, представляющие общий интерес, и готовят решения Сената относительно кооптации новых учёных членов Общества, о создании и закрытии институтов или отделов на основе экспертных рекомендаций. Для этой цели они создают комиссии, которые также включают сторонних экспертов. Секции ежегодно отчитываются перед Учёным советом о своей деятельности.

### Институты и рабочие группы Общества Макса Планка
Общество Макса Планка включает в себя (на 1 января 2018 года) 84 научно-исследовательских организации, в том числе 5 институтов и 1 исследовательский центр за пределами Германии, а также несколько специальных рабочих групп в Германии и других странах Европы:

#### Физика и астрофизика
- Институт астрономии Общества Макса Планка
- Институт астрофизики Общества Макса Планка
- Институт внеземной физики Общества Макса Планка
- Институт гравитационной физики Общества Макса Планка (Институт им. Альберта Эйнштейна)
- Институт им. Фрица Габера Общества Макса Планка
- Институт исследования Солнечной системы Общества Макса Планка[нем.]
- Институт квантовой оптики Общества Макса Планка
- Институт коллоидов и поверхностей Общества Макса Планка[нем.]
- Институт радиоастрономии Общества Макса Планка
- Институт структуры и динамики материи Общества Макса Планка
- Институт физики Общества Макса Планка
- Институт физики микроструктур Общества Макса Планка
- Институт физики плазмы Общества Макса Планка
- Институт физики света Общества Макса Планка[нем.]
- Институт физики сложных систем Общества Макса Планка[нем.]
- Институт ядерной физики Общества Макса Планка

#### Биология и медицина
- Институт биогеохимии Общества Макса Планка[нем.]
- Институт биологии развития Общества Макса Планка[нем.]
- Институт биологии старения Общества Макса Планка
- Институт биологической кибернетики Общества Макса Планка[нем.]
- Институт биофизики Общества Макса Планка[нем.]
- Институт биохимии Общества Макса Планка[нем.]
- Институт динамики и самоорганизации Общества Макса Планка[нем.]
- Институт динамики сложных технических систем Общества Макса Планка
- Институт иммунобиологии и эпигенетики Общества Макса Планка
- Институт инфекционной биологии Общества Макса Планка
- Институт исследования метаболизма Общества Макса Планка
- Институт исследования мозга Общества Макса Планка[нем.]
- Институт исследования селекции растений Общества Макса Планка
- Институт исследования сердца и лёгких Общества Макса Планка
- Институт когнитивистики и нейробиологии Общества Макса Планка
- Институт медицинских исследований Общества Макса Планка
- Институт молекулярной биомедицины Общества Макса Планка
- Институт молекулярной генетики Общества Макса Планка
- Институт молекулярной клеточной биологии и генетики Общества Макса Планка
- Институт молекулярной физиологии Общества Макса Планка[нем.]
- Институт молекулярной физиологии растений Общества Макса Планка[нем.]
- Институт нейробиологии имени Эрнста Штрюнгмана в сотрудничестве с Обществом Макса Планка
- Институт нейробиологии Общества Макса Планка

- Институт психиатрии Общества Макса Планка
- Институт эволюционной антропологии Общества Макса Планка
- Институт эволюционной биологии Общества Макса Планка
- Институт экспериментальной медицины Общества Макса Планка
- Институт экспериментальной эндокринологии Общества Макса Планка[англ.]
- Лаборатория Фридриха Мишера Общества Макса Планка
- Флоридский институт нейробиологии Общества Макса Планка[нем.]
- Центр передовых европейских научных исследований[нем.] (caesar)

#### Культура и общество
- Библиотека Герциана
- Институт биофизической химии Общества Макса Планка[нем.]
- Институт демографических исследований Общества Макса Планка[нем.]
- Институт европейской истории права Общества Макса Планка[нем.]
- Институт изучения общества Общества Макса Планка[нем.]
- Институт инноваций и конкуренции Общества Макса Планка[нем.]
- Институт иностранного и международного уголовного права Общества Макса Планка[нем.]
- Институт исследования общественных благ Общества Макса Планка[нем.]
- Институт сравнительного и международного частного права Общества Макса Планка
- Институт мировой истории Общества Макса Планка
- Институт истории науки Общества Макса Планка[нем.]
- Институт налогового права и публичных финансов Общества Макса Планка[нем.]
- Институт по изучению религиозного и этнического разнообразия Общества Макса Планка[англ.]
- Институт психолингвистики Общества Макса Планка[нем.]
- Институт социальной антропологии Общества Макса Планка
- Институт социального права и социальной политики Общества Макса Планка[нем.]
- Институт сравнительного публичного права и международного права Общества Макса Планка[нем.]
- Институт человеческого развития Общества Макса Планка
- Институт эмпирической эстетики Общества Макса Планка
- Люксембургский институт международного, европейского и нормативно-процессуального права Общества Макса Планка[англ.]
- Флорентийский институт истории искусств Общества Макса Планка[нем.]

#### Материалы и технологии
- Институт интеллектуальных систем Общества Макса Планка[нем.]
- Институт информатики Общества Макса Планка
- Институт исследования железа Общества Макса Планка[нем.]
- Институт исследования полимеров Общества Макса Планка[нем.]
- Институт исследования твёрдых тел Общества Макса Планка
- Институт исследования угля Общества Макса Планка
- Институт математики Общества Макса Планка
- Институт математики в естественных науках Общества Макса Планка
- Институт программных систем Общества Макса Планка
- Институт химии Общества Макса Планка[нем.]
- Институт химической физики твёрдых тел Общества Макса Планка[нем.]

#### Окружающая среда и климат
- Институт метеорологии Общества Макса Планка
- Институт морской микробиологии Общества Макса Планка[нем.]
- Институт наземной микробиологии Общества Макса Планка[нем.]
- Институт орнитологии Общества Макса Планка[нем.]
- Институт преобразования химической энергии Общества Макса Планка
- Институт химической экологии Общества Макса Планка

### Исследовательские школы MPG
Общество Макса Планка также включает в себя международные исследовательские школы (International Max Planck Research Schools, IMPRS), то есть аспирантуры для подготовки научных кадров. Первая исследовательская школа была основана в 2001 году. С этого времени было создано 68 школ, на февраль 2015 года функционируют 60. В 2014 году в таких школах подготовили свои диссертации около 3050 аспирантов — более половины аспирантов, поддерживаемых Обществом Макса Планка. Каждая исследовательская школа курируется как минимум одним институтом Общества и как минимум одним немецким или международным университетом.

## Награды Общества Макса Планка
Общество Макса Планка вручает следующие награды:
- Премия Макса Планка
- Премия Цюльха[нем.]
- Медаль Гарнака
- Медаль Отто Гана

## Президенты Общества Макса Планка
- Отто Ган (1948—1960)
- Адольф Бутенандт (1960—1972)
- Раймар Люст (1972—1984)
- Хайнц Штааб (1984—1990)
- Ханс Цахер (1990—1996)
- Губерт Маркл (1999—2002)
- Петер Грусс[нем.] (2002—2014)
- Мартин Стратман (С 2014 года)